# Liste der Monuments historiques in Chaudeney-sur-Moselle
Die Liste der Monuments historiques in Chaudeney-sur-Moselle führt die Monuments historiques in der französischen Gemeinde Chaudeney-sur-Moselle auf.

## Liste der Objekte
| Bezeichnung               | Beschreibung                                        | Standort                          | Kennzeichnung | Schutzstatus | Datum | Bild |
| ------------------------- | --------------------------------------------------- | --------------------------------- | ------------- | ------------ | ----- | ---- |
| Chorschranke              | Schmiedeeisen, vergoldet, Ende des 18. Jahrhunderts | in der Kirche Ste-Walburge (Lage) | PM54000136    | Classé       | 1979  |      |
| Skulptur Heilige Walburga | Stein, farbig gefasst, 18. Jahrhundert              | in der Kirche Ste-Walburge (Lage) | PM54001459    | Inscrit      | 1979  |      |